# Tokugawa Micukuni
Tokugawa Micukuni, japonski daimjo, * 11. julij 1628, † 14. januar 1701. 